# أنفاس صليحة
رواية صدرت في 2017 للروائي عمر فضل الله من مواليد 1956 وهو كاتب روائي وشاعر من السوداننص كبير وخبير بأنظمة ومشاريع الحكومة الإلكترونية توجت الرواية جائزة كتارا للرواية العربية عن فئة الروايات المنشورة 2018.

مقالات نقديةنص كبير
ارتحالات الروح في المكان والزمان قراءة في رواية أنفاس صليحة – د. كمال اللهيب
يقيم العنوان مع متن النص السردي علاقة عضوية تركيبية دالة, يتخذ فيها موقع المسند إليه بالنسبة إلى المتن الذي يتخذ موقع المسند, وقد اكتنزت تلك العلاقة الإسنادية أحد أهم مفاتيح العالم التخييلي والتشكيل السردي في رواية “أنفاس صليحة” الحائزة على جائزة كتارا 2018, للروائي السوداني
- ملف:د.عمر فضل الله

Example.jpg|تعليق1
Example.jpg|تعليق2
</gallery>
, فتلك الأنفاس تصبح التكأة لاتحاد الأرواح وسقوط الحواجز بين الواقع والأسطورة, لتصير مروية مرتحلة عبر الزمان والمكان, تتناقلها أجيال العالم التخييلي.
الارتحال في المكان والزمان:
يتمثل مسار الحدث الرئيسي في الرحلة المكانية لـ “صليحة” الفتاة ذات العشرة أعوام, من المغرب العربي إلى أراضي السودان, يدفعها حبها لجدها الشيخ “اللقاني” لتعقب قافلة الحج التي أقلته إلى أرض الحجاز, وتفترق بهما السبل, ويبحث كل منهما عن الآخر, حتى يجتمع شملهما في مشارف بادية “البُطانة” وقد صارت زوجة, وما بين لحظتي الفراق واجتماع الشمل, تتشعب الروافد السردية بأبعادها السياسية والاجتماعية والثقافية, لتكشف النقاب عن أجواء فترة تاريخية تنتهي بسقوط مملكة “عَلَوة”, وتلك الرحلة المكانية التي حدثت حوالي عام 1500 يتم استدعائها عبر رحلة زمانية تحدث عبر التواصل الروحي بين صليحة التي أصبحت جدة وحفيدها.
حوافز الفعل السردي:
كما كان الحب وهو مكون نفسي وروحي حافزَ الرحلتين المكانية والزمانية, كانت لشخصيات الرواية حوافزها النفسية التي حركت برامجها السردية, كالحب والوفاء والثأر والانتقام والطمع…إلخ, فكل سيرورة سردية جاءت محكومة بحافز أو أكثر من تلك الحوافز؛ فحافز “صليحة” حب الجد, وحافز “حسينة” الحفاظ على ذكرى أبيها, ورد الجميل لصليحة, وحافز “دُوانة”  الحسرة والانتقام  لمقتل زوجها المغدور به, فأقامت مع ابنتها “أونيتي” عند ساقية الشيطان, ولم تغادر إلا للانتقام, وكانت تطلق تلك الصيحة المروعة كل يوم في الوقت الذي صلب فيه زوجها, و”عبد الله القرين” يجمع القبائل ويقود القواسم ويجتاح “سوبا” العاصمة ثأرا لسبي النساء العربيات, والمرأة العجوز في “تِمبُكتو” يدفعها العطف على صليحة إلى تحذيرها من تاجر الرقيق, وتمنحها قلادتها لتتمكن من الهرب ومغادرة “تمبكتو”,… إلخ.
نخلص من هذا أن الرواية اعتمدت الباعث النفسي مرتكزا رئيسا لتشكيل أحداثها السردية, فجاءت غرائبيتها محكومة بمنطق النفس البشرية, الذي يسقط معه الحاجز بين الواقع والأسطورة داخل الشخصية, وهذا ما يفسر تجاور الملامح الواقعية للشخصيات مع ملامحها الأسطورية والملحمية في انسجام وتوافق.
السارد والمخاطب السردي والتحولات المعرفية:
شكل التواصل الروحي بين الحفيد والجدة عماد التشكيل السردي, يسأل الحفيد:
“-هل أنت ساحرة يا جدتي؟
-لا. لا. معاذ الله يا ولدي. أعوذ بالله من السحر والسحرة. هذا دفق أرواح وهذه أنفاسي. أنفاس “صليحة” تذهب بك للماضي. تعال تعال واجلس واحك لي ما رأيت” ص39.
وما ان يحدث التواصل حتى ينطق السارد/الحفيد بحكاية المخاطبة السردية/ صليحة: “-أحس أن روحا أخرى غير روحي التي أعرفها بين جنبي هي معي الآن. أو كأنها روح مزدوجة امتزجت مع روحك, وليست روحا واحدة, ها أنا ذا أراك هناك, في ذلك المكان, ها هي القرية أعلى التل. وها أنتِ ذي صبية جميلة يافعة. كأنك في العاشرة أو أكبر قليلا” ص41.
تبدأ الرحلة إلى الماضي مع التواصل الروحي, ويصبح الحفيد/السارد قادرا على رؤية الجدة/ المخاطبة السردية في تاريخها البعيد, ومشاركتها الوعي والحواس, فيرى بعينها ويسمع بأذنيها, وتفوق معرفته معرفتها أحيانا, فيرى بعضا مما حدث في تلك الفترة ولم تره.
لا يقتصر دور التواصل الروحي بين الحفيد وصليحة على المستوى الموضوعي للحكي, بل تتعدى وظيفته إلى عمق التشكيل السردي وأنماط السرد التي تم توظيفها, فالسارد في العموم قد يكون غائبا عن الأحداث أو حاضرا فيها كشاهد أو مشارك, وتبعا لكل نمط تختلف درجة معرفته عن معرفة الشخصية,  فتزيد أو تقل عنها أو تساويها, ولما كان السارد هو الذي يملك زمام الحكي بشكل مباشر أو غير مباشر, ويتوجه بصوته إلى مخاطَب سردي لا يعلم في الغالب عن الحكاية أكثر مما يعلمه السارد, فهنا تكمن اللعبة السردية في “أنفاس صليحة”.
فالحفيد/ السارد لا علم له بحكاية صليحة/ المخاطبة السردية, قبل التواصل الروحي معها, والذي بمجرد أن يحدث حتى يصبح الحفيد/ السارد شاهدا على الأحداث, بل ويعلم أحيانا أكثر من الجدة, التي تتلقى حكايتها بشغف السماع الأول, وتعايشها من جديد كما عايشتها من قبل مع جده وأبيه, ولكن من أبواب مختلفة للتواصل, تحكي له عن جده:
“كان يعود معي للماضي عبر أنفاسي, وشاهد قصة حياتي في أرض الأجداد, منذ أن كنت صغيرة حتى تزوجته. كان يعود معي بروحه للماضي, حيث يتوحد دفق أنفاسي مع نفث أنفاسه فنصير روحا واحدة ” ص32.
تواصل روح السارد والمخاطبة السردية أنتج أنماطا مختلفة للسرد, من غائب عن الأحداث ومشارك فيها وشاهد عليها, مما قدم العالم التخييلي من خلال رؤية بانورامية, مزجت المعرفة الذاتية التي يتيحها السرد والتبئير الداخلي, مع المعرفة الموضوعية التي يتيحها الرصد الخارجي للعالم.
المستويات السردية:
تعددت مستويات السرد في “أنفاس صليحة”, ففي المستوى الأول يوجد السارد الموضوعي الذي يكتشف قبري “صليحة” وجدها الشيخ “اللقاني”, والذي يفصله عنهما ما يقرب من الأربعمائة سنة, ويسأل أباه عنهما فيخبره بالقصة التي انتهت إليه عبر عدة أجيال, يقول الأب عن أبيه:
“وقال إنها امرأة صالحة, ثم قص حكايتها التي سأرويها لك, فقد أخبرني بها أبي عن أبيه عن جده, وأن جدهم الراوي الذي حدثت له القصة مع جدته “صليحة” قال إنه قد اختلط الواقع عنده بالخيال, وامتزج الحلم باليقظة منذ أن جلس مع جدته صليحة في ذلك اليوم الغريب” ص26-27.
ويحدث في ذلك المستوى تبادل للأدوار السردية بين السارد والمخاطب السردي, فالابن/ السارد يصبح مخاطبا سرديا, والأب/ المخاطب السردي يصبح ساردا, ثم ينفتح المستوى الثاني للسرد, الذي يضم الجد الذي تواصل روحيا مع “صليحة”, وداخل ذلك المستوى تحدث التحولات المعرفية بين السارد والمخاطب السردي التي أشرنا إليها.
وتبادلات الأدوار والتحولات المعرفية داخل المستويات السردية للرواية, دائما ما تحدث بين أجيال مختلفة؛ الأب والابن, أو الابن والجدة, وهذا يجعل من رحلة “صليحة” خلف جدها في المكان, ورحلتها مع حفيدها إلى الماضي, تصبح مروية واحدة بكل تاريخيتها وأسطوريتها مرتحلة في المكان والزمان من الماضي نحو حاضر السارد الأول الذي تفصله عن أحداث الرحلة ما يقرب من أربعمائة سنة.
التاريخ والأسطورة:                                                                         
يحذر الأب ابنه قبل أن يقص عليه حكاية “صليحة”: “قال لي أبي يا ولدي إن كنت ضعيف القلب, أو كثير الشك, أو لست مستعدا أن تتخلى عن واقعك المعتاد فلن أحكي لك حكاية صليحة, لأنها أبعد ما تكون عن الواقع, ولهذ فإن أجدادنا لا يقصونها للناس, وإنما يتداولونها بينهم في مجالسهم الخاصة” ص27.
فمروية “صليحة” تتحول عبر الأجيال إلى ما يشبه المعرفة المضنون بها على غير أهلها, التي هي أشبه ما تكون بمعارف الصوفية, ولذا يكون استيعابها بالروح وليس بالعقل, فالحكاية/ الرحلة بالأساس كان باعثها روحيا وهو الحب, وهي أيضا وليدة اتحاد روحي بين الحفيد والجدة, ولذا فإدراكها لا يكون إلا بالروح, وهذا يفسر ما يشترطه الأب.
وما قصدته الرواية في ظننا هو استعادة روح التاريخ الذي يتواصل عبر الأجيال, وقد اعتمدت الرواية الصيغ التأريخية في أكثر من موضع للتأصيل لتلك الروح, فأرخت لسقوط الماديات الزائلة والضغائن والأحقاد متمثلة في سقوط دولة “علوة”, “الدولة العجوز التي أوهنتها المؤامرات الداخلية باسم الكنيسة, وأعيتها الفوضى, وأكلتها الحروب, سقطت في يوم أو بعض يوم بعد أن ازدهرت حضارتها مئات السنين” ص7.
وبالمقابل أرخت لانتصار الحب والتواصل الروحي, الذي تمثل في اجتماع شمل “صليحة” وجدها, وفي تواصلها الروحي مع حفيدها.
وبالأخير فلتكن “عَلَوة” حقيقة تاريخة أو محض تخييل, وليكن من أمر “صليحة” ما يكون, فإن الرواية قد نجحت عبر سرديتيهما أن تمثل رؤيتها المركزية, التي تعلن البقاء للروح وتعاليها على الزمان والمكان في مقابل هشاشة الماديات التي مهما ارتفع شأنها في الحاضر فإنها تؤول دائما إلى الزوال. 

## lgow hgv<hdm
رواية "أنفاس صُملَيْحة" تحكي قصة هجرة القبائل العربية إلى السودان، وكيف أدت هذه الهجرة إلى تغييرات تاريخية وثقافية في المنطقة. تتميز الرواية بتوازنها بين الخيال والواقع، وتسلط الضوء على الفترة المهمة بين سقوط الإمبراطورية النوبة وسقوط مملكة علوة. من خلال شخصيات مثيرة وأحداث درامية، تستعرض الرواية صراعات وتحولات تاريخية وثقافية في السودان.

## جوائز
توجت الرواية بجائزة كتارا للرواية العربية في فئة "الروايات المنشورة" 2018.